# Нововолинський навчально-науковий інститут економіки та менеджменту Тернопільського національного економічного університету
Нововолинський навчально-науковий інститут економіки та менеджменту Західноукраїнського національного університету — структурний підрозділ Західноукраїнського національного університету.

## Історія

Навчальний корпус

Нововолинський навчально-науковий інститут економіки та менеджменту (далі — НННІЕМ, до 2015 р. — Нововолинський факультет) є одним із структурно віддалених підрозділів ТНЕУ.
Нововолинський факультет як територіально відокремлений підрозділ Університету був створений відповідно до Закону України «Про вищу освіту» на основі наказу МОН від 20.05.2004 р. № 404, враховуючи клопотання Волинської обласної держадміністрації, виконавчого комітету Нововолинської міської ради та на основі наказу ректора ТНЕУ від 16.06.2004 р. № 284. 1 вересня 2004 р. Нововолинський факультет відкрив двері для перших студентів з ініціативи і при безпосередній підтримці міського голови Сапожнікова Віктора Борисовича. Значну підготовчу роботу проведено досвідченим педагогом, відмінником освіти України Мороз Галиною Романівною.
Перший рік роботи навчального закладу розпочався із підготовки студентів за освітньо-кваліфікаційним рівнем «бакалавр» із спеціальностей «Фінанси» та «Облік і аудит». Спочатку професорсько-викладацький склад налічував 8 осіб, частина з яких мала вчені ступені та наукові звання, зокрема, Нагірний Микола Зіновійович, кандидат історичних наук, Мельник Віктор Вікторович, кандидат богослов'я, Занюк Сергій Степанович, кандидат психологічних наук.
Через рік, після переведення студентів-заочників з Навчально-консультаційного центру Тернопільської академії народного господарства (м. Нововолинськ), факультет кількісно зріс і став здійснювати підготовку фахівців за напрямами «Фінанси і кредит», «Облік і аудит», «Економіка підприємства» та «Менеджмент зовнішньоекономічної діяльності».
З листопада 2005 року факультет очолив тоді ще кандидат економічних наук, доцент Чорний Роман Степанович.
Якщо в рік заснування на Нововолинському факультеті ТНЕУ (2004 р.) навчалось лише 45 студентів, то за кілька років тут нараховувалося вже понад 800 студентів на заочній та денній формах навчання за спеціальностями «Фінанси і кредит», «Облік і аудит», «Економіка підприємства» і «Менеджмент зовнішньоекономічної діяльності».
У квітні 2015 року Нововолинський факультет перейменовано у НННІЕМ ТНЕУ згідно з наказом ректора ТНЕУ № 237 «Про перейменування Нововолинського факультету ТНЕУ» від 29 квітня 2015 року.
Загалом за увесь час діяльності структурного підрозділу ТНЕУ у Нововолинську його випускниками стали 2857 осіб, з яких 1469 отримали диплом бакалавра, 1235 — спеціаліста, 153 — магістра. Дипломи з відзнакою отримали 185 випускники.

## Підрозділи
У складі інституту функціонує 3 кафедри.

Кафедра фінансів

Кафедра заснована 1 вересня 2008 року і є випусковою кафедрою за спеціальністю «Фінанси, банківська справа та страхування». Кафедру очолює кандидат економічних наук, доцент Румянцева Галина Іванівна. Значним науковим доробком викладачів кафедри фінансів є розроблення за замовленням промислових підприємств науково-дослідних програм. На кафедрі активно функціонує студентський науковий гурток «Фінансист». Значну увагу кафедра приділяє співпраці з роботодавцями при направленні студентів на виробничу та переддипломну практики з подальшим працевлаштуванням випускників.
Кафедра економіки та обліку господарської діяльності.

З серпня 2009 року на факультеті створено кафедру економіки підприємств, яку у листопаді 2010 року було перейменовано у кафедру економіки та обліку господарської діяльності з наданням їй статусу випускової кафедри за освітньо-кваліфікаційними рівнями «бакалавр» та «спеціаліст» за напрямами підготовки «Економіка підприємства» та «Облік і аудит». Нині кафедру очолює кандидат економічних наук Тисько Мар'яна Михайлівна. При кафедрі функціонує Науково-економічне товариство (надалі НЕСТ) — добровільна, молодіжна громадська організація, яка утворена з ініціативи студентів НННІЕМ ТНЕУ. НЕСТ проводить діяльність, спрямовану на забезпечення умов реалізації творчих наукових можливостей студентської молоді.
Кафедра загальноекономічних та гуманітарних дисциплін

Як самостійна структурна одиниця кафедра створена на початку 2007 року, є найдавнішою з-поміж кафедр НННІЕМ. З вересня 2014 року обов'язки завідувача кафедри виконує кандидат соціологічних наук, доцент Литвин Анатолій Пантелійович. При кафедрі функціонує соціологічна лабораторія.

## Відомі випускники
- Громик Олександр Іванович – заступник міського голови м. Нововолинська.[1]
- Ткаченко Олександр Олександрович – заступник міського голови м. Трускавець.[2]
- Мицько Мирослав Іванович – виконавчий директор  ТзОВ «Трускавецький водоканал».
- Солоха Валерій Тимофійович – екс-начальник Нововолинської податкової інспекції, виконавчий директор Волиньзернопродукт (м. Луцьк).